# NGC 4697
NGC 4697 (другие обозначения — MCG −1-33-10, UGCA 300, PGC 43276) — эллиптическая галактика (E6) в созвездии Дева.
Этот объект входит в число перечисленных в оригинальной редакции «Нового общего каталога».